# Karl Bühler
Karl Ludwig Bühler (Meckesheim, 27 de maio de 1879 – Los Angeles, 24 de outubro de 1963) foi um psicólogo, psiquiatra, filósofo e linguista alemão.

## Biografia
Nascido em Baden, um estado histórico situado na porção oriental do rio Reno, foi membro da escola de Würzburg, no estado da Baviera, na Alemanha. Na infância, estudou no Colégio Católico em Tauberbischofsheim e, após sua formatura, ingressou no curso de medicina da Universidade de Friburgo (Alemanha), em 1889, obtendo em 1903 o grau acadêmico de "Doutor em Medicina" e em 1905 o grau acadêmico de "Doutor em Filosofia em Estrasburgo". Estudou nas universidades de Berlim, Estrasburgo e Bonn, considerando os mecanismos do pensamento e da vontade e dedicou-se à psicologia da forma. Foi aluno de Oswald Külpe na escola de Würzberg, cuja influência é clara em sua obra. Tornou-se professor na Universidade de Viena, na Áustria, por volta de 1922. Casou-se com Charlote Bühler, também professora universitária na área da Psicologia, em 1912. Foi professor convidado nas universidades americanas de Stanford, Johns Hopkins, Harvard e Chicago e mudou-se para os Estados Unidos após a ocupação nazi-fascista da Áustria na década de 1930.

## Atuação
Bühler foi um pesquisador frutífero, que influenciou sua geração e gerações posteriores de filósofos, antropólogos e linguistas. Na década de 1930, em Viena, sua atuação atingiu o auge graças ao intenso diálogo no Círculo de Viena. Suas ideias uniram linguistas e outros intelectuais da época contra o regime nazista na Áustria, no período prévio à Segunda Guerra Mundial, o qual, aliás, chegou a persegui-lo e a destituí-lo do cargo de professor antes de sua mudança para os Estados Unidos. As discussões sobre razão e emoção, denotação e conotação e outras dicotomias estudadas em outras escolas como a Escola de Copenhague e, particularmente, as lacunas na obra de Louis Hjelmslev abriram espaço para o fomento das atividades do Círculo Linguístico de Viena, bastante influenciado pela filosofia de Bühler e seus Axiomas da Linguística (1933). Sua obra mais influente é, no entanto, Sprachtheorie (Teoria da Linguagem, 1934), que estabelece as bases para o amadurecimento de uma teoria da comunicação concebida posteriormente por um de seus discípulos, o linguista russo Roman Jakobson. Como explica Medina:
"Karl Bühler fez uma formulação precisa do modelo tradicional de comunicação, a qual continha três elementos distintos: o falante, o emissor [também chamado de remetente, emissário ou locutor] ou o que envia a mensagem; o ouvinte, aquele a quem a mensagem é enviada, a audiência ou o receptor [também chamado de destinatário ou locutário] da mensagem; e o mundo ou domínio do objeto (...). Consequentemente, a comunicação desempenha três funções distintas, que correspondem a esses três elementos mencionados. Bühler denominou essas três funções da comunicação de expressão, chamamento e representação."
Assim, o modelo tradicional de Bühler sobre a comunicação por meio da linguagem defendia a existência de um sistema tripartido de funções da linguagem, a depender do que ela veicula: se manifesta a emoção humana e os estados da alma do emissor, a função é emotiva. Se representa algo no mundo ou descreve o próprio conteúdo ou tópico veiculado, trata-se da função representativa, referencial ou descritiva. Em última análise, caso o foco seja orientado para o receptor da mensagem, a linguagem está sendo utilizada na sua função apelativa ou conativa ou de chamamento.  Mais tarde, Jakobson vai desenvolver a Teoria da comunicação de base bühleriana e acrescentar as funções poética, fática e metalinguística.

## Principais obras
- A crise da psicologia – 1927
- Os axiomas da linguística – 1933
- Teoria da linguagem – 1934